# الرصدين (الحيمة الخارجية)

تعديل مصدري - تعديل

الرصدين هي إحدى قرى عزلة مفحق بمديرية الحيمة الخارجية التابعة لمحافظة صنعاء، بلغ تعداد سكانها 59 نسمة حسب تعداد اليمن لعام 2004.